# Судебник 1589 года
Судебник 1589 года — законодательный свод, составленный при царе Фёдоре Ивановиче. Возможно, был предназначен для северных областей Российского государства и там и составлен (преамбула содержит имена не только царя и патриарха Иова, но и новгородского митрополита; язык содержит северные диалектные черты).
Судебник Фёдора Ивановича был лучше систематизирован и несколько расширен с учётом судебной практики, особенно в части земельных прав черносошных крестьян и полномочий крестьянской общины.

## История
Экземпляр Судебника Московскому главному архиву Министерства иностранных дел предоставил собиратель старины и библиофил Ф.Ф. Мазурин. Рукопись имела 92 листа и лист обёртки, разбитые на 14 тетрадей так, что первые 8 тетрадей и 11-12-я имеют по 8 листов, 9-я, 10-я, 14-я тетради по 4 листа, 13-я тетрадь - 2 листа. Из рукописи были вырваны 87-й лист и лист 13-й тетради. Переплёт рукописи состоит из двух липовых досок, обтянутых кожей, с декоративным тиснением.
По предоставленному списку в Комиссии печатания государственных грамот и договоров при Московском главном архиве Министерства иностранных дел в 1900 году было подготовлено издание с предисловием и описанием С.К. Богоявленского.  

## Характеристика
Происхождение и история самого текста вызывают споры. Часто он считается законопроектом, не введённым в действие. По одной из версий, составлен «мирскими» судьями двинских волостей Поморья, так как содержит специальные нормы для поморских общин. Другие авторы ассоциируют Судебник с Устьянскими волостями, пожалованными около этого года «в кормление» Д. И. Годунову. В основу положен Судебник 1550 года, однако с большим акцентом на права государственных крестьян; главы, связанные с вотчинами, наместниками и проч., сокращены.
При публикации Судебника С.К. Богоявленский и другие учёные чётко атрибутировали его к царскому двору: во введении указывается, что царь уложил Судебник вместе с патриархом Иовом, митрополитом новгородским Александром, боярами и со Вселенским собором 14 июня 7097 года. Упоминание о Вселенском соборе может быть связано с тем, что в 1589 году в Москве находилось восточное духовенство, либо так был назван Земский собор, о созывании которого у историков информации не имелось. 
Текст Судебника состоит из введения и 231 статьи, из которых 67 новых в сравнении с Судебником Ивана Грозного. В качестве источника новых статей указываются прежние царские постановления. Хотя прямого влияния Литовских статутов на текст не усматривается, однако с ними связывают появление в Судебнике статей о содержании дорог и охране домашних животных. Так, нормальная ширина дорог установлена в полторы сажени (ст. 223 и 224), особое внимание обращено на содержание дороги от Москвы к Белому морю. 

### Изменения в системе центральной и местной администрации
Некоторые замечания Судебника указывают на усиление в Москве системы приказов и роли дьяков: как ближайший помощник государя дьяк назначает наказание, не определённое законом, по своему обыску выдаёт царские грамоты, скрепляет свой подписью докладные списки наравне с боярином и казначеем.
Значительно сокращён раздел о взаимоотношениях царской власти с удельными князьями. Управление в городах передано наместникам, а суд от волостелей земским судьям, которым передан и разбор дел о разбое, ранее подотчётных губным старостам. В отличие от волостеля, земский судья не кормился с судных дел, а должен был отсылать полученные пошлины государю; срок его службы не ограничивался одним годом, а совершённые преступления не имели срока давности. Земский судья не исполнял должности единолично: на заседаниях должны были присутствовать старосты и целовальники, а в отправлении правосудия им помогали дьяки и сотники - последние держали заключённых под стражей.
Для всех судей (бояр, наместников, земских судей) Судебником Фёдора Ивановича были введены два правила:
1. при вступлении в должность присягнуть, что не будут брать посулов;
2. выслушивать всякого жалобщика, хотя бы ему и не подведомственного.

В то же время в статье 228 царь требует, чтобы обиженный всегда и везде находил себе управу, а в статье 230 обязывал всех подданных подчиняться суду.

### Замечания о классах русского общества
По статье 23 сумма кабалы для крестьян удваивалась по сравнению с занятой фиктивно или действительно. 
По сравнению с судебником 1550 года содержит ряд инноваций. Расширены полномочия крестьянской общины (мира), решающей вопросы о границах наделов. Допускает наследование имущества дочерьми в равной доле с сыновьями. Впервые содержит ответственность за плохое содержание дорог, вследствие которого происходят несчастья с людьми или животными: «А на которых дорогах мосты не починиваны, и кто едучи лошадь истегнет или ногу изломит, и про то сыскать тою волостию накрепко, в которой волосте дестца и коея деревни та земля и мост; на ково взыщут, и на том исцева гибель доправити без суда по обыску». Ширина дорог установлена в полторы сажени (3 м 24 см). Содержит статью об убийстве домашних животных. За конокрадство предусмотрена смертная казнь. Ввёл служебную присягу выборных судей на неподкупность.
Содержит упоминание о ведьмах, находившихся под правовой защитой наравне с проститутками и получавших компенсацию за оскорбление («бесчестье»): «…А блядям и видмам безчестия 2 денги против их промыслов».